# Chaetocalathus eurysporus
Chaetocalathus eurysporus är en svampart som beskrevs av Singer 1979. Chaetocalathus eurysporus ingår i släktet Chaetocalathus och familjen Marasmiaceae.   Inga underarter finns listade i Catalogue of Life.